# Belgijska književnost
Belgijska književnost podijeljena je na dvije glavne jezične grane koje slijede dva najistaknutija jezika u Belgiji - nizozemski i francuski. Njemački je treći jezik u zemlji i govori ga mala zajednica od oko 70 000 govornika iz belgijske zajednice koja graniči s Njemačkom.
Također postoji nešto literature na regionalnim jezicima Belgije, s objavljenim djelima na valonskom jeziku koji je srodan francuskom, kao i na raznim regionalnim flamanskim ili nizozemskim dijalektima.

## Flamanska književnost
U najranijim fazama nizozemskog jezika postojao je značajan stupanj međusobne razumljivosti s germanskim dijalektima, a neki se fragmenti i autori pripisuju obama područjima. Primjeri uključuju pjesnika iz 12. stoljeća Heinricha von Veldekea, koji je zaslužan za nizozemsku i njemačku književnost.
U prvim fazama flamanske književnosti, poezija je bila dominantan oblik književnog izražavanja. U Niskim Zemljama kao i u ostatku Europe, dvorska romansa i poezija bili su popularni žanrovi tijekom srednjeg vijeka. Viteški ep također je bio popularan žanr, često u kontekstu kralja Arthura ili Karla Velikog kao glavnih protagonista. 
Prvi pisac na nizozemskom jeziku poznat po imenu, pjesnik je iz okruga Loon iz 12. stoljeća - Heinrich von Veldeke, rani suvremenik Waltera von der Vogelweidea. Van Veldeke napisao je ljubavnu poeziju, hagiografiju svetog Servacija i epsko prepričavanje Eneide na limburškom dijalektu koji se proteže preko nizozemsko-njemačke granice.
Brojna sačuvana epska djela, osobito dvorske romanse, bile su kopije ili proširenja ranijih njemačkih ili francuskih pokušaja, ali postoje primjeri istinski originalnih djela (kao što je anonimno napisani „Karel ende Elegast”) i izvornih djela na nizozemskom jeziku koja su prevedena na drugim jezicima (posebno nizozemska moralna drama „Elckerlijc” bila je osnova za englesku dramu „Everyman”).

## Belgijska književnost u Valoniji
Književna djela se u Valoniji tiskaju od 16. stoljeća, ili barem od početka 17. stoljeća. Njihovo zlatno doba bilo je u 19. stoljeću. To je razdoblje doživjelo procvat valonske književnosti, osobito drame i poezije, te osnivanje mnogih kazališta i časopisa. Yves Carrillo izbrojao je 4800 drama između 1860. i 1914. godine. Kazalište nastavlja cvjetati s više od 200 neprofesionalnih trupa koje igraju u gradovima i selima Valonije pred publikom od preko 200 000 posjetitelja svake godine. Ova regionalna književnost najčešće se bavi lokalnim folklorom i drevnim tradicijama, a najistaknutiji valonski autor je Artur Mason.